# 李純之 (小惑星)
李純之（イ・スンジ、72021 Yisunji）は小惑星帯に位置する小惑星。韓国の普賢山天文台で、チョン・ヨンボムとイ・ビョンチョルが発見した。
世宗大王の命で朝鮮独自の暦法書『七政算内外篇』を著した15世紀の天文学者、李純之から命名された。